# リュボーフィ・エゴロワ
リュボーフィ・イヴァーノヴナ・エゴロワ（ロシア語: Любо́вь Ива́новна Его́рова、Lyubov Ivanovna Yegorova、1966年5月5日 - ）は、ソビエト連邦トムスク州セヴェルスク出身の元クロスカントリースキー選手。1980年代中盤から2000年代前半に渡って活躍し、冬季オリンピックの女性選手では史上最多となる6個の金メダルを獲得した。

## プロフィール
1984年3月17日にクロスカントリースキー・ワールドカップデビューしたが、80年代はさほど目立った成績を残していない。
1989-1990シーズンに初めての表彰台となる2位に計2回入るなど総合6位となった。
翌シーズンの1991年ノルディックスキー世界選手権ではリレーと30kmで金メダル獲得、ワールドカップ総合では3位と成績を伸ばした。
1992年のアルベールビルオリンピックでは5種目すべてでメダルを獲得、金メダル3個、銀メダル2個を得た。
1993年ノルディックスキー世界選手権でも金1、銀1、銅2、計4個のメダルを獲得、このシーズンのワールドカップでは総合優勝を果たした。
翌1994年のリレハンメルオリンピックでも金メダル3個、銀メダル1個を獲得、ワールドカップ総合でも2位となる活躍を見せ、同年のホルメンコーレン・メダルを受章した（同時受章はヴラジーミル・スミルノフとエスペン・ブレーデセン）。
1997年ノルディックスキー世界選手権では2月23日の5kmで1位となった。しかしドーピング検査で禁止薬物のブロマンタンが検出され、2月26日、メダルが剥奪された。なおこれにより繰り上がったエレーナ・ヴェルベは全5種目で金メダルを獲得することとなった。
その後は90年代前半のような圧倒的な成績は残せなかったがソルトレイクシティオリンピックの10kmでは5位に入賞。2003年に現役を引退した。
クロスカントリースキー・ワールドカップ通算13勝（2位17回、3位11回）、総合優勝1回。